# Непара
"Непара" — російська поп-гурт, утворена як дует 11 вересня 2002 року Олександром Шоуа і Вікторією Талишинською. Продюсером дуету був Олег Некрасов. На початку 2020 року Олександр Шоуа придбав права на бренд «Непару» і весь репертуар.

## Історія
У 2003 році вийшов перший дебютний альбом «Iнша сім'я», автором музики в деяких піснях був Олександр Шоуа. В альбом увійшла пісня "Осінь «(музика Боббі Хебба — слова Карена Кавалеряна), російськомовна кавер-версія відомого хіта «Sunny», вперше виконаного в середині 1960-х його законним автором, Боббі Хеббом, але в Росії відомого по диско-версії групи "Boney M".
У 2012 році Олександр Шоуа вирішив почати сольну кар'єру, і група розпалася. Однако вже в 2013 році дует возз'єднався.
У 2013 році учасники групи зізналися, що деякий час їх пов'язували романтичні стосунки.
У 2018 році в» Камеді Клаб «Олександр Шоуа повідомив, що групи» Непара " більше не існує і що він зайнявся сольною кар'єрою. Однак у 2019 році група виступила з кількома концертами.
13 вересня 2019 року на прес-конференції НСН було офіційно оголошено про закриття проекту «Непара». В цей же день відбулася прем'єра відеокліпу «зупини мене» і вихід сольного альбому Олександра Шоуа. Після закриття групи проекту "Непара«, солістка Вікторія Талишинська перейшла в нову групу "2 ОКеану".
На початку 2020 року Олександр Шоуа придбав права на бренд «Непару» і весь репертуар. У грудні, на зйомках " Дискотека. Золоті хіти " телеканалу Муз-ТВ, Шоуа представив нових солісток-Дарину Храмову і Маріанну Арутюнян. У лютому 2022 року Арутюнян покинула групу.
У липні 2022 року Олександр Шоуа та гурт «Непара» взяли участь у заході Aguteens Music Forum — гала-концерт III музичного освітнього форуму Леоніда Агутіна.

## Склад
| Період          | Склад          | Склад                | Склад             |
| --------------- | -------------- | -------------------- | ----------------- |
| 2002 — 2012     | Олександр Шоуа | Вікторія Талишинська | Н/Д               |
| 2013 — 2018     | Олександр Шоуа | Вікторія Талишинська | Н/Д               |
| 2019            | Олександр Шоуа | Вікторія Талишинська | Н/Д               |
| 2020 — 2022     | Олександр Шоуа | Дарина Храмова       | Маріанна Арутюнян |
| 2022 — сьогодні | Олександр Шоуа | Дарина Храмова       | Н/Д               |

### Поточний склад
- Олександр Шоуа — вокал, речитатив, клавішні, семплер, Тексти, ідеї, музика (2002— теперішній час)
- Дар'я Храмова — вокал, бек-вокал (2020— теперішній час)

### Колишні учасники
- Вікторія Талишинська — вокал, бек-вокал (2002—2019)
- Маріанна Арутюнян — вокал, бек-вокал (2020—2022)